# Casti-Wergenstein
Casti-Wergenstein est une ancienne commune suisse du canton des Grisons, située dans la région de Viamala.

## Histoire
La commune est créée le 1er janvier 1923 par la fusion des anciennes communes de Casti et de Wergenstein. Le 1er janvier 2021, elle est absorbée par Muntogna da Schons.